# Binche–Chimay–Binche
Binche–Chimay–Binche – Mémorial Frank Vandenbroucke (ehemals Binche–Tournai–Binche) ist ein Eintagesrennen im wallonischen Teil Belgiens.
Seit 1911 wurde es mit Unterbrechungen bis 1996 ausgetragen, bis 1986 als nationales Rennen. Seit dem Jahre 2010 wird es wieder veranstaltet, in der UCI-Kategorie 1.1., und trägt in Erinnerung an den 2009 verstorbenen belgischen Radsportler zusätzlich den Namen Mémorial Frank Vandenbroucke. 2013 änderte sich die Route in Richtung Chimay und damit auch der Name des Rennens.
Im Rahmen der Veranstaltung wird seit 2021 auch ein internationales Frauenrennen ausgetragen.

## Palmarès

### Männer
| Jahr                                          | Sieger                      | Zweiter                 | Dritter              |
| --------------------------------------------- | --------------------------- | ----------------------- | -------------------- |
| Binche-Tournai-Binche                         |                             |                         |                      |
| 1911                                          | Jean Van Ingelghem          | Hubert Noël             | Camille Botte        |
| 1912                                          | Félix Sellier               | Jean Rossius            | Dieudonné Gauthy     |
| 1913–1921 keine Austragung                    |                             |                         |                      |
| 1922                                          | Omer Taverne                | Joseph Schroeven        | Jan Mertens          |
| 1923                                          | Achille Vermandel           | Joseph Pe               | Antoine Speeckaert   |
| 1924                                          | Hector Martin               | August Mortelmans       | Aimé Dossche         |
| 1925                                          | Arthur Dewit                | Jean Dewaerheydt        | Leon Parmentier      |
| 1926                                          | Omer Taverne                | Alfred Sira             | Michel Schouleur     |
| 1927                                          | Jean Hans                   | Marcel Houyoux          | Aime Deravet         |
| 1928–1929 keine Austragung                    |                             |                         |                      |
| 1930                                          | Alfons Kindt                | Léon Louyet             | August Reyns         |
| 1931–1983 keine Austragung                    |                             |                         |                      |
| 1984                                          | Benny Van Brabant           | Yves Godimus            | Martin Durant        |
| 1985                                          | Adrie van der Poel          | William Tackaert        | Michel Dernies       |
| 1986                                          | Ronny Van Holen             | Yves Godimus            | Walter Dalgal        |
| 1987                                          | Willem Van Eynde            | Paul Haghedooren        | Werner Devos         |
| 1988                                          | Nico Emonds                 | Jan Goessens            | Yves Godimus         |
| 1989                                          | Dominique Gaigne            | Carlo Bomans            | Martial Gayant       |
| 1990                                          | Jelle Nijdam                | Corneille Daems         | Eric Vanderaerden    |
| 1991                                          | Michel Dernies              | Stefan Van Leeuwe       | Michel Vermote       |
| 1992                                          | Jean-Marie Wampers          | Pierre Herinne          | Paul Haghedooren     |
| 1993                                          | Patrick Van Roosbroeck      | Marcel Wüst             | Paul Haghedooren     |
| 1994                                          | Wilfried Nelissen           | Johan Museeuw           | Carlo Bomans         |
| 1995                                          | Jelle Nijdam                | Edwig Van Hooydonck     | Erwin Thijs          |
| 1996                                          | Frank Vandenbroucke         | Jean-Pierre Heynderickx | Tom Steels           |
| 1997–2009 keine Austragung                    |                             |                         |                      |
| 2010                                          | Elia Viviani                | Jakob Fuglsang          | Rob Ruijgh           |
| 2011                                          | Rüdiger Selig               | Baden Cooke             | Adrien Petit         |
| 2012                                          | Adam Blythe                 | Adrien Petit            | John Degenkolb       |
| 2013                                          | Reinardt Janse van Rensburg | Bjorn Leukemans         | Greg Van Avermaet    |
| Binche-Chimay-Binche                          |                             |                         |                      |
| 2014                                          | Zdeněk Štybar               | John Degenkolb          | Jens Debusschere     |
| 2015                                          | Ramon Sinkeldam             | Pim Ligthart            | Tom Van Asbroeck     |
| 2016                                          | Arnaud Démare               | Zdeněk Štybar           | Jürgen Roelandts     |
| 2017                                          | Jasper De Buyst             | Matteo Trentin          | Tom Devriendt        |
| 2018                                          | Danny van Poppel            | Yves Lampaert           | Oliver Naesen        |
| 2019                                          | Tom Van Asbroeck            | Oliver Naesen           | Jos van Emden        |
| 2020 keine Austragung wegen COVID-19-Pandemie |                             |                         |                      |
| 2021                                          | Danny van Poppel            | Rasmus Tiller           | Lionel Taminiaux     |
| 2022                                          | Christophe Laporte          | Rasmus Tiller           | Hugo Page            |
| 2023                                          | Luca Mozzato                | Edward Theuns           | Søren Kragh Andersen |
| 2024                                          | Arnaud De Lie               | Biniam Girmay           | Milan Fretin         |
| 2025                                          |                             |                         |                      |

1942 war das Rennen für „B“-Profis und 1945 für Amateure reserviert.

### Frauen
| Jahr | Sieger          | Zweiter                 | Dritter          |
| ---- | --------------- | ----------------------- | ---------------- |
| 2021 | Sara Van de Vel | Loes Adegeest           | Nicole Steigenga |
| 2022 | Lorena Wiebes   | Marjolein van 't Geloof | Anniina Ahtosalo |
| 2023 | Pfeiffer Georgi | Christina Schweinberger | Anniina Ahtosalo |
| 2024 | Cat Ferguson    | Christina Schweinberger | Anniina Ahtosalo |
| 2025 |                 |                         |                  |